# Hércules (Coahuila)
Hércules es una localidad del estado mexicano de Coahuila de Zaragoza, localizada en el Bolsón de Mapimí a 275 kilómetros al noroeste de Cuatrocienegas, es un importante centro minero, forma parte del municipio de Sierra Mojada.

## Historia
Los orígenes de la explotación minera en Hércules comenzaron con el descubrimiento de sus vetas en los años de 1886 a 1892, sin embargo su localización remota en medio del desierto y la no definición de los límites exactos entre Coahuila y Chihuahua no permitieron su explotación a gran escala, esta comenzó propiamente en 1960 con la llegada de trabajadores procedentes principalmente de Sierra Mojada, Coahuila, Camargo, Chihuahua y Concepción del Oro, Zacatecas; estos trabajadores fueron desarrollando la zona y estableciendo cada vez de manera más estable, aunque inicialmente no había servicios públicos, estos fueron establecidos y hacia mediados de los años setenta Hércules se consolidó como un poblado permanente, la mayor parte de los servicios es proporcionado desde entonces por la empresa minera dueña de la explotación.

### Actualidad
En la época actual Hércules es la principal población del municipio de Sierra Mojada, está dedicada totalmente a las actividades minera y toda su población se dedica de cierta manera a esta actividad, la mayor parte de las casas son propiedad de la compañía minerales Monclova que les proporciona a sus trabajadores, de la misma manera los servicios públicos, los educativos son proporcionados por la secretaria de educación SEP, Hércules cuenta con clínica, iglesia católica, iglesia cristiana, escuelas preescolar, primaria, secundaria, cecytec, bibliotecas, cajero automático, cobertura celular telcel, servicios telefónicos y telegráfica, televisión, cine-teatro, así como instalaciones deportivas para béisbol, fútbol, baloncesto, tenis y frontón. Desde 2013 cuenta con una radioemisora, Radio MInera, en el 97.3 de la banda de Frecuencia Modulada, la que transmite las 24 horas del día música, un noticiero y diversos programas.

## Geografía
Hércules se encuentra enclavado en el Bolsón de Mapimí y en plano Desierto de Chihuahua y prácticamente en la frontera entre los estados de Chihuahua y Coahuila, en las coordenadas geográficas 28°02′35″N 103°47′28″O / 28.04306, -103.79111 y a una altitud de 1,340 metros sobre el nivel del mar, la población más cercana es Camargo, Chihuahua que se encuentra a unos 160 kilómetros al oeste y con la cual se comunica por un camino de terracería hasta la Carretera estatal 49 de Chihuahua, es esta la vía principal de comunicación terrestre del poblado de Hércules, así mismo se comunica mediante ferrocarril con La Perla, Chihuahua con Laguna del Rey y Monclova, Coahuila, la principal vía de comunicación para el transporte del mineral es el ferrocarril y el ferroducto, un ducto que mediante bombeo transporta el mineral extraído hacia Monclova y el cual es el segundo ferroducto más grande del mundo, así mismo se cuenta con una aeropista que permite el aterrizaje de aviones de pasajeros, todo el transporte terrestre se lleva a cabo por caminos de terracería al menos hasta la población de Ocampo.

## Demografía
Según el Conteo de población y vivienda de 2005 realizado por el Instituto Nacional de Estadística y Geografía la población de Hércules es de 3,219 habitantes, de los cuales 1,679 son hombres y 1,540 son mujeres.
| Gráfica de evolución demográfica de Hércules entre 1970 y 2010 |
|                                                                |
| Fuente: INEGI                                                  |